# Сербинівська сільська рада (Старокостянтинівський район)
Серби́нівська сільська́ ра́да — адміністративно-територіальна одиниця та орган місцевого самоврядування у Старокостянтинівському районі Хмельницької області. Адміністративний центр — село Сербинівка.

## Загальні відомості
Сербинівська сільська рада утворена в 1927 році.
- Територія ради: 71,01 км²
- Населення ради: 2 234 особи (станом на 2001 рік)
- Територією ради протікає річка Случ

## Населені пункти
Сільській раді підпорядковані населені пункти:
- с. Сербинівка
- с. Левківка
- с. Йосипівка
- с. Калинівка

## Склад ради
Рада складається з 16 депутатів та голови.
- Голова ради: Салій Володимир Васильович
- Секретар ради: Лавренчук Ніна Миколаївна

### Керівний склад попередніх скликань
| Прізвище, ім'я, по батькові | Основні відомості                                                               | Дата обрання | Дата звільнення |
| --------------------------- | ------------------------------------------------------------------------------- | ------------ | --------------- |
| Салій Володимир Васильович  | Сільський голова, 1962 року народження, освіта середня спеціальна, безпартійний | 26.03.2006   | 31.10.2010      |
| Салій Володимир Васильович  | Сільський голова, 1962 року народження, освіта середня спеціальна, безпартійний | 31.10.2010   |                 |

Примітка: таблиця складена за даними сайту Верховної Ради України

### Депутати
За результатами місцевих виборів 2010 року депутатами ради стали:

#### За суб'єктами висування
| Суб'єкт висування | Кількість обраних депутатів | %    |
| ----------------- | --------------------------- | ---- |
| Самовисування     | 8                           | 50   |
| Партія регіонів   | 7                           | 43,8 |
| Єдиний Центр      | 1                           | 6,3  |

#### За округами
| № округу        | Прізвище, ім'я, по батькові  | Дата визнання обраним | Освіта             | Партійна приналежність | Відомості про обраного депутата                                          |
| --------------- | ---------------------------- | --------------------- | ------------------ | ---------------------- | ------------------------------------------------------------------------ |
| Єдиний Центр    |                              |                       |                    |                        |                                                                          |
| 11              | Лавренчук Надія Йосипівна    | 05.11.2010            | середня            | член Єдиного Центру    | Остропільський ветеринарний кіоск, продавець                             |
| Партія регіонів |                              |                       |                    |                        |                                                                          |
| 1               | Цеков Микола Вікторович      | 05.11.2010            | середня            | позапартійний          | приватний підприємець                                                    |
| 2               | Бачук Оксана Володимирівна   | 05.11.2010            | вища               | позапартійна           | Сербинівська сільська рада, діловод-касир                                |
| 3               | Лавренчук Ніна Миколаївна    | 05.11.2010            | середня            | позапартійна           | Сербинівська сільська рада, секретар                                     |
| 5               | Гула Галина Василівна        | 05.11.2010            | середня            | позапартійна           | Сербинівська сільська рада, соціальний-педагог                           |
| 6               | Балина Борис Іванович        | 05.11.2010            | середня            | член Партії регіонів   | Остропільська загальноосвітня школа, водій                               |
| 10              | Катанаха Тетяна Віталіївна   | 05.11.2010            | середня            | член Партії регіонів   | Хмельницький обласний кістковотуберкульозний санаторій, старша медсестра |
| 16              | Судас Василь Васильович      | 05.11.2010            | середня            | член Партії регіонів   | тимчасово не працює                                                      |
| Самовисування   |                              |                       |                    |                        |                                                                          |
| 4               | Іванова Оксана Володимирівна | 05.11.2010            | середня спеціальна | позапартійна           | Сербинівська с/р, головний бухгалтер                                     |
| 7               | Кулинич Світлана Андріївна   | 05.11.2010            | вища               | позапартійна           | Левківська загальноосвітня школа, директор                               |
| 8               | Коломієць Катерина Павлівна  | 05.11.2010            | середня            | позапартійна           | Левківський сільський будинок культури, директор                         |
| 9               | Лисенко Микола Іванович      | 05.11.2010            | вища               | позапартійний          | пенсіонер                                                                |
| 12              | Лавренчук Наталія Степанівна | 05.11.2010            | вища               | позапартійна           | Левківська загальноосвітня школа, вчитель                                |
| 13              | Зубрій Олена Миколаївна      | 05.11.2010            | вища               | позапартійна           | Старокостянтинівська міжрайбаза, продавець                               |
| 14              | Голуб Микола Павлович        | 05.11.2010            | середня            | позапартійний          | тимчасово не працює                                                      |
| 15              | Бойко Станіслав Миколайович  | 05.11.2010            | середня            | позапартійний          | приватний підприємець                                                    |